# National Ice Centre
Das National Ice Centre  (NIC) ist eine Mehrzweckhalle in der englischen Stadt Nottingham, Vereinigtes Königreich. Die Arena bietet zwei Eisflächen mit olympischen Maßen (60 m × 30 m) und dient seit 2000 dem Eishockeyteam der Nottingham Panthers aus der EIHL als Heimspielstätte, die den Namen Motorpoint Arena Nottingham trägt. Es werden auch Konzerte veranstaltet. 

## Geschichte
Das National Ice Centre wurde am 1. April 2000 nach zweijähriger Bauzeit von Jayne Torvill eröffnet. Es ersetzte das 1939 errichtete Nottingham Ice Stadium, was im selben Jahr vollständig abgerissen wurde. Zu den weiteren Sportveranstaltungen, die in der Arena stattfinden, gehören unter anderem Boxkämpfe. Am 17. Oktober 2009 fand der Kampf im Supermittelgewicht zwischen dem US-Amerikaner Andre Dirrell und dem in Nottingham geborenen Carl Froch statt. Zwischen 2007 und 2020 und seit 2022 gastiert die Premier League Darts jeweils an einem Spieltag in der Arena; die COVID-19-Pandemie verhinderte die Austragung im Jahr 2021.
Zu den zahlreichen Bands und Musikern, die in der Arena auftraten, gehören Iron Maiden, Muse, Beyoncé, Westlife, Metallica, Tool, Girls Aloud, Queen + Paul Rodgers, Kings of Leon, The Killers und die Kaiser Chiefs.

## Galerie

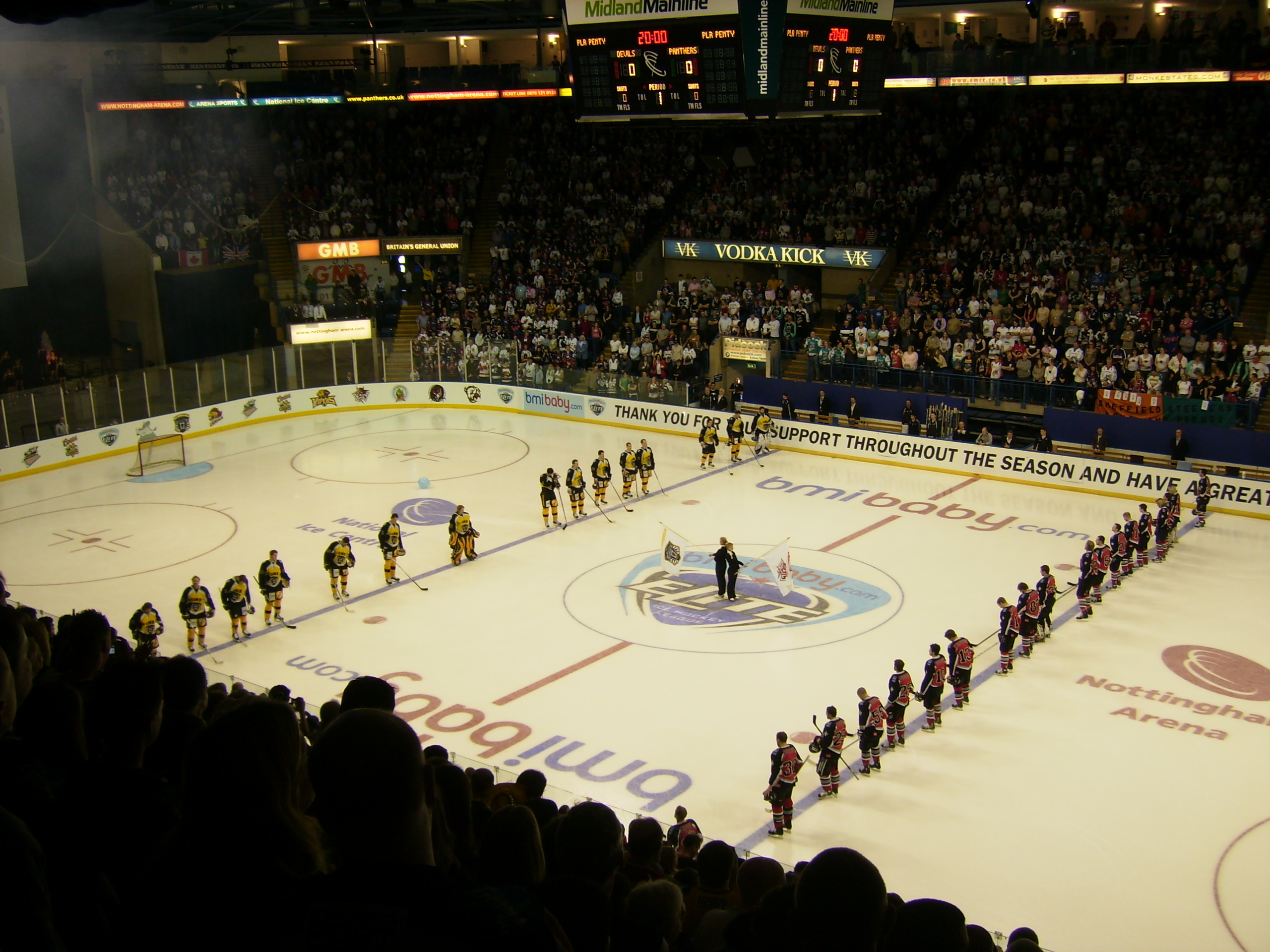
Die Halle bei dem Play-off-Eishockeyspiel Nottingham Panthers gegen die Cardiff Devils (2007)
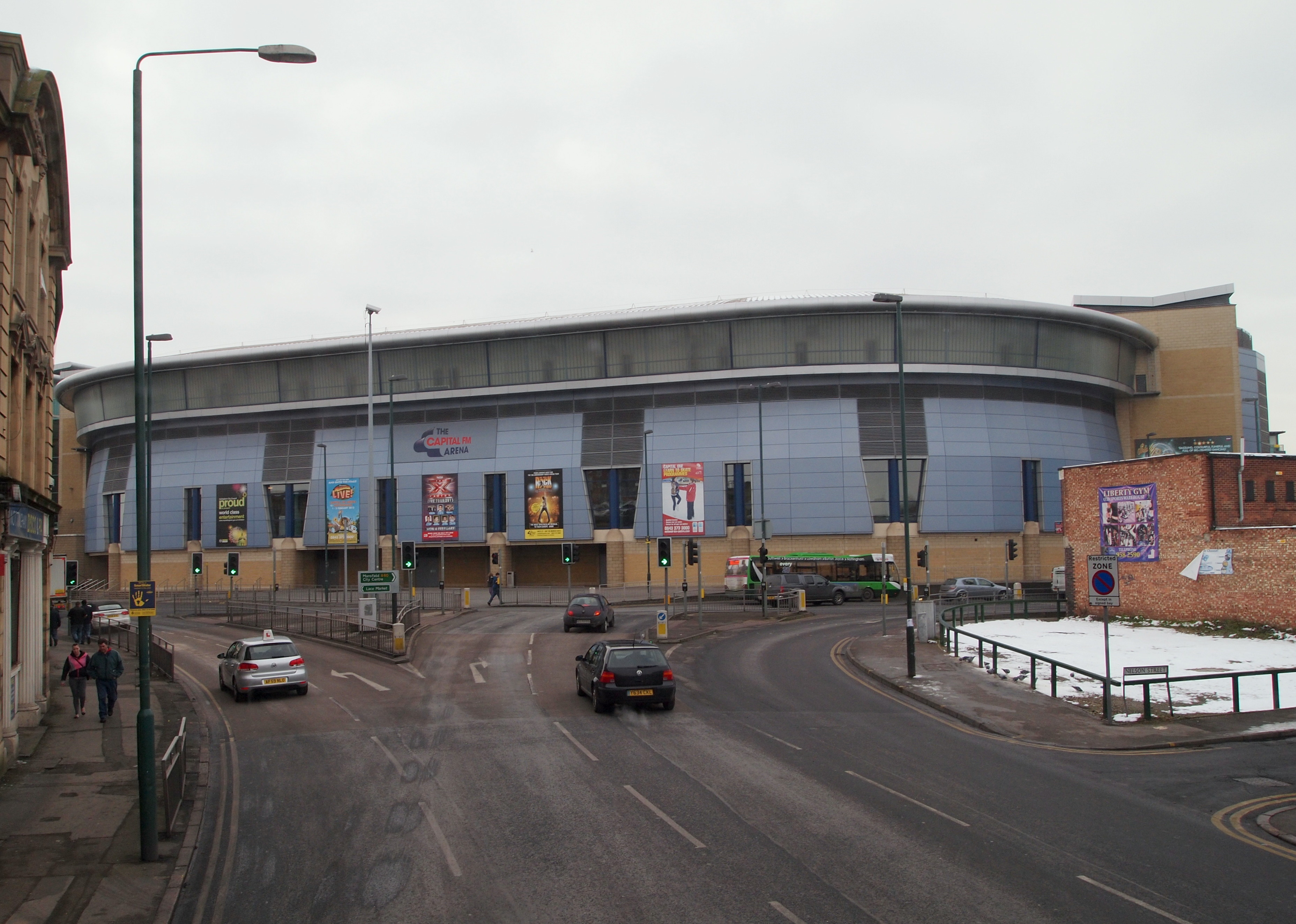
Seitenansicht der Halle (2013)
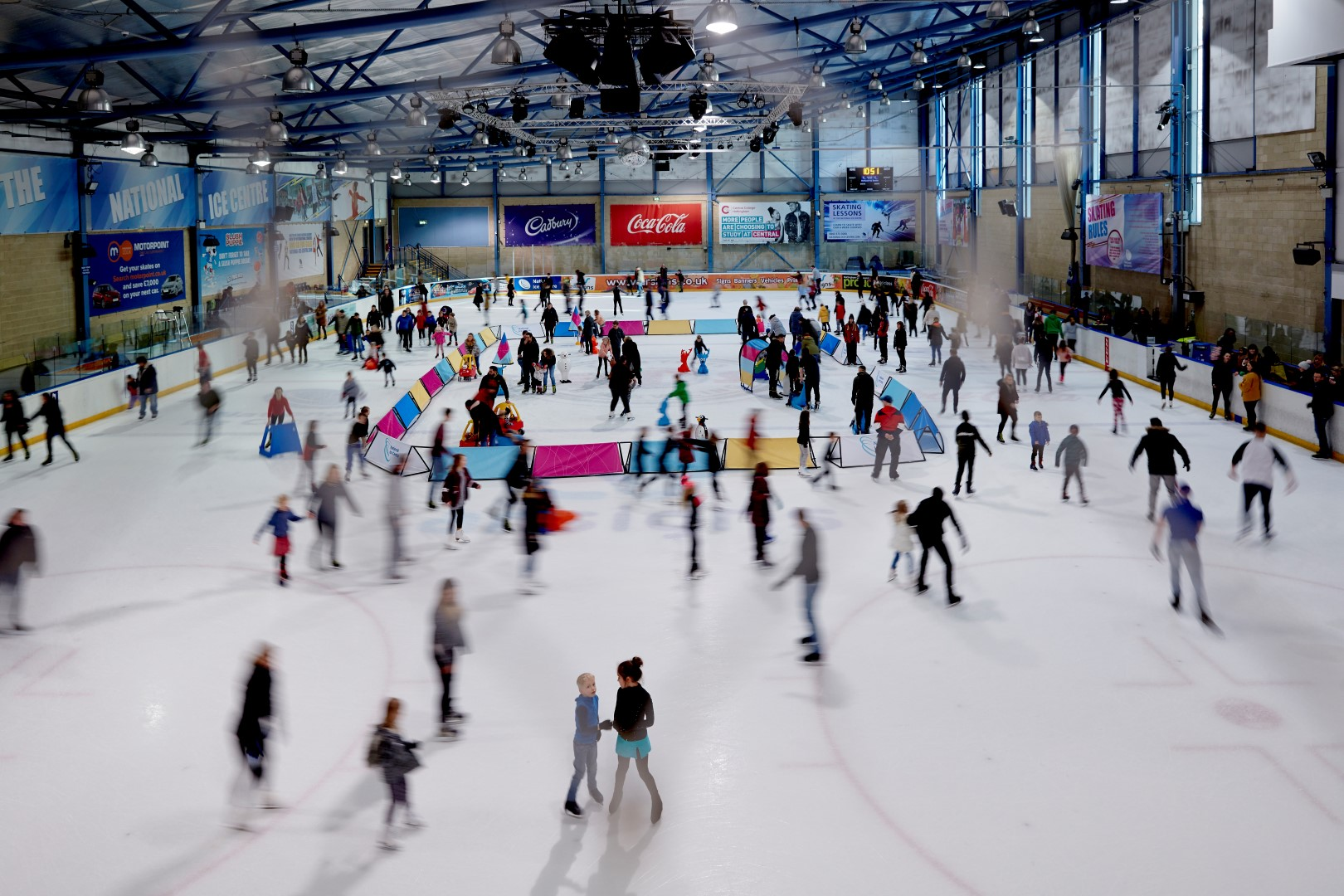
Eislauf in NIC (2018)